# Sankt Elias kyrka, Argulica
Sankt Elias kyrka (makedonska: Црква „Св. Илија“; translitteration: Tsrkva Sv. Ilija) är en makedonisk-ortodox kyrkobyggnad belägen i byn Argulica, i kommunen Karbinci i den statistiska regionen Östra regionen, i östra Nordmakedonien.
Kyrkan är helgad åt den israelitiske profeten Elia och tillhör Bregalnica stift.

## Historik
Grundstenen till Sankt Elias kyrka i Argulica lades den 2 augusti 1998.

## Bilder

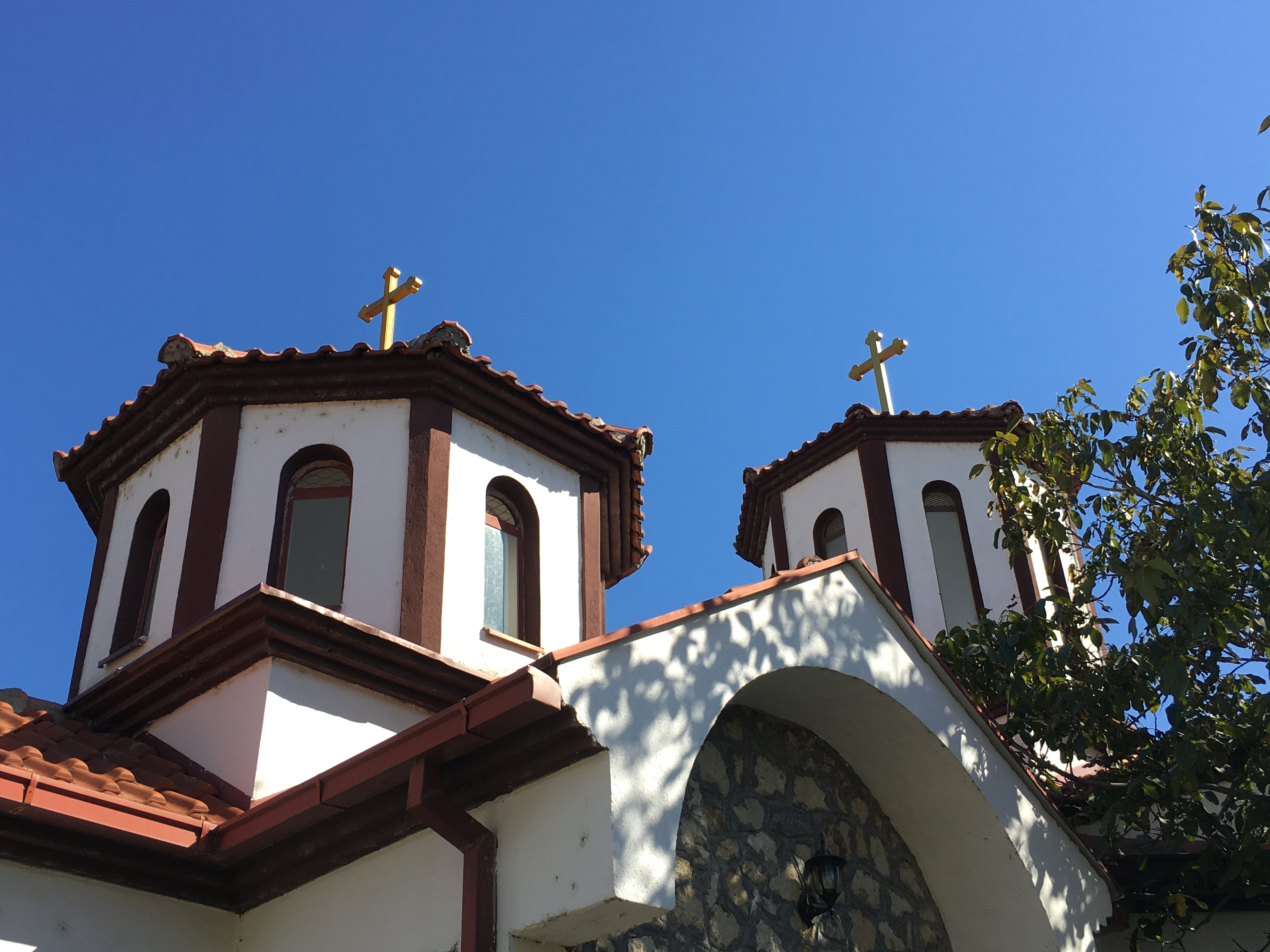
Närmare bild på kupolerna.
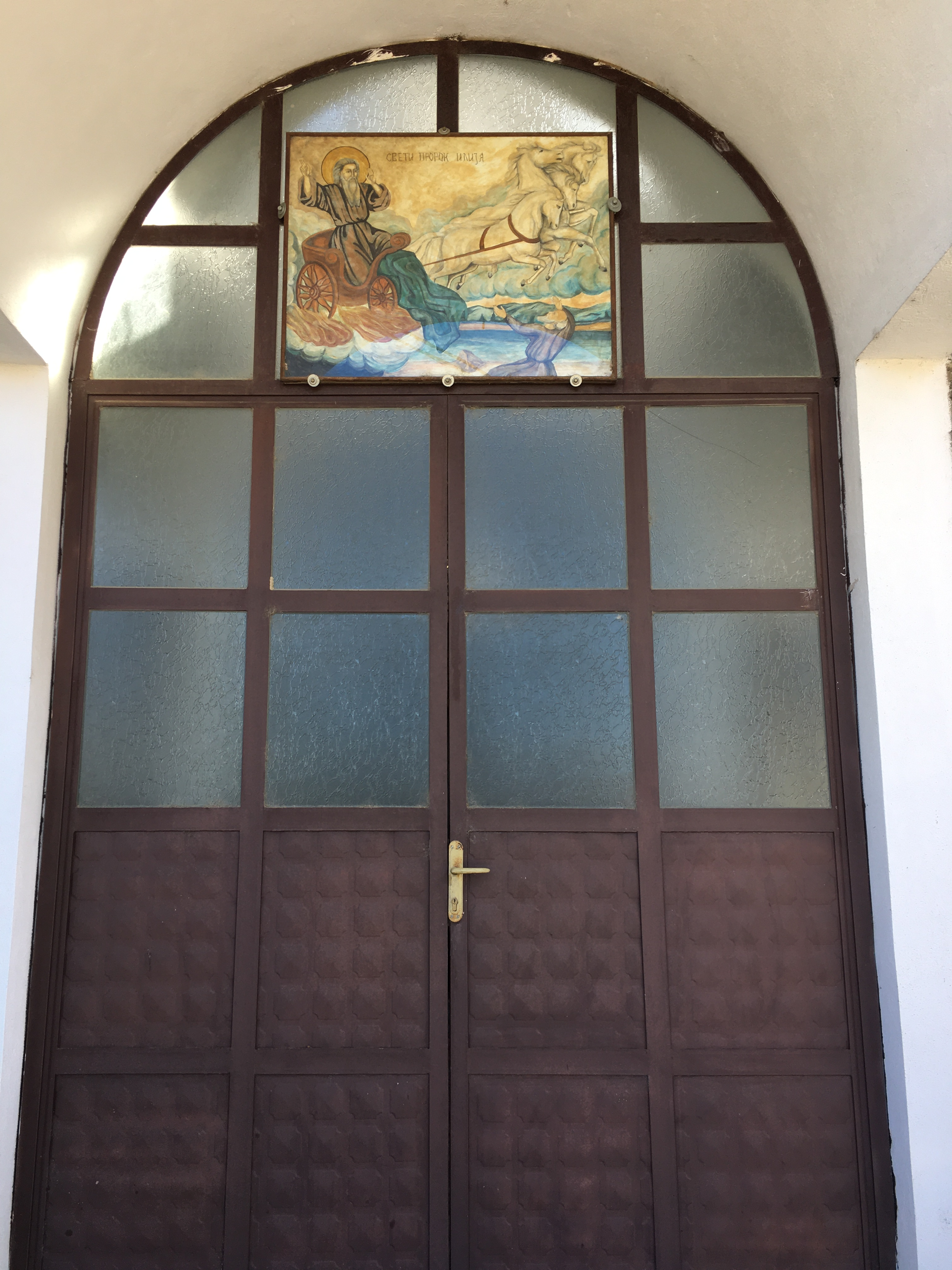
Entrén.